# 요도정
요도정(일본어: 淀町)은 일본 교토부 구세군에 설치되었던 정이다. 현재의 교토시에 해당한다.